# Manchali
Manchali è una circoscrizione rurale (rural ward) della Tanzania situata nel distretto di Chamwino, regione di Dodoma. Conta una popolazione di 10 485 abitanti (censimento 2012).